# 火薬学
火薬学（かやくがく、英語: Explosives Engineering）は、火薬類の分類や取り扱い、法令などに関する学問である。主に工学系の学部学科で教育・研究される。

## 概要
日本の大学では応用化学・工業化学・土木工学・建築学などに関連する科目として教授されており、実際には以下のような複数の科目から構成されている。
- 有機化学と無機化学に基づく火薬類の製造理論
- 機械工学に基づく製品加工
- 流体力学と熱力学に基づく爆轟理論
- 工学的な破壊理論
- 火薬類に関する法令

かつての東京帝国大学工学部には火薬学に特化した火薬学科が設置され、上記の他に火薬兵器学なども教授されていた。造兵学科、造船学科（船舶工学科）、航空学科と同様に卒業生・教員には陸海軍関係者が多い。例えば楠瀬熊治海軍造兵中将は火薬学科の卒業生・教員・名誉教授である。ただし、陸海軍の火薬畑の人材は、下瀬火薬で名高い下瀬雅允など応用化学科卒業生も多い。

## 用語
- 火薬力
- 爆速
- 酸素バランス
- 死圧
- 火薬類の性能試験

## 関連文献
- 『火薬学』（日本火薬工業会、2012年）